# فيليب جونستون
فيليب جونستون (بالإنجليزية: Phillip Johnston)‏ هو عازف ساكسفون وملحن أمريكي، ولد في 22 يناير 1955 في شيكاغو في الولايات المتحدة.

## وصلات خارجية
- فيليب جونستون على موقع IMDb (الإنجليزية)
- فيليب جونستون على موقع ألو سيني (الفرنسية)
- فيليب جونستون على موقع ميوزك برينز (الإنجليزية)
- فيليب جونستون على موقع أول موفي (الإنجليزية)
- فيليب جونستون على موقع قاعدة بيانات الأفلام السويدية (السويدية)
- فيليب جونستون على موقع أول ميوزيك (الإنجليزية)
- فيليب جونستون على موقع ديسكوغز (الإنجليزية)
- فيليب جونستون على موقع قاعدة بيانات الفيلم (الإنجليزية)
- فيليب جونستون على موقع كينوبويسك (الروسية)